# Taphonia peonis
Taphonia peonis är en fjärilsart som beskrevs av William Schaus 1916. Taphonia peonis ingår i släktet Taphonia och familjen nattflyn. Inga underarter finns listade i Catalogue of Life.